# Олизаровка
Олизаровка (укр. Олізарівка) — село, входит в Иванковский район Киевской области Украины.
Население по переписи 2001 года составляло 411 человек. Почтовый индекс — 07232. Телефонный код — 4591. Занимает площадь 2,6 км². Код КОАТУУ — 3222083001.

## Местный совет
07231, Київська обл., Іванківський р-н, с. Олізарівка